# Jonathan Petersen

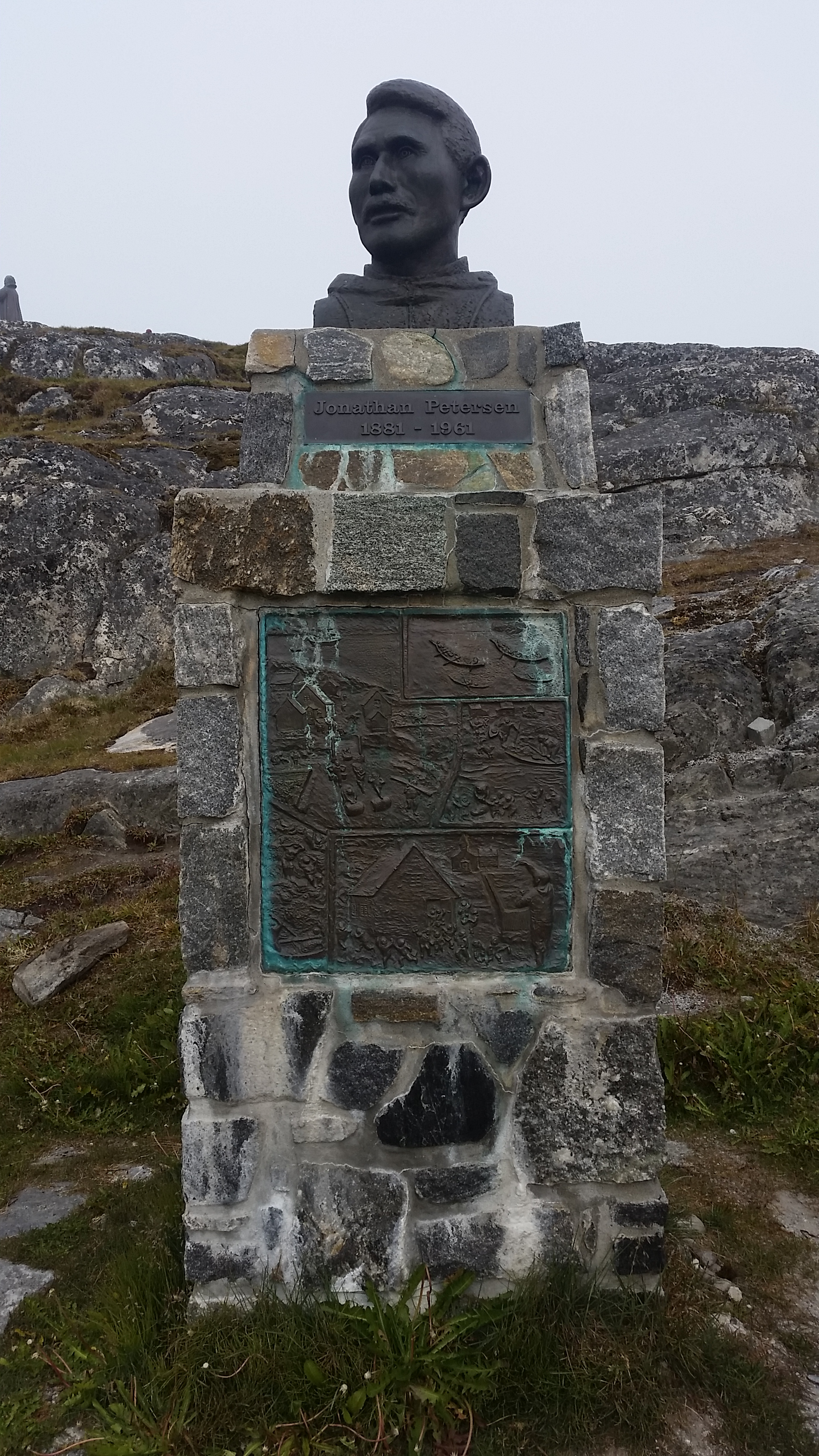
Monumento a Jonathan Petersen ubicado en Nuuk.

Jonathan Petersen (7 de mayo de 1881-22 de agosto de 1961) fue un compositor danés. Él compuso la música del himno nacional de Groenlandia, Nunarput utoqqarsuanngoravit (en groenlandés "Tú, nuestra vieja tierra"). La letra fue escrita por el sacerdote inuit Henrik Lund, y la canción fue adoptada como himno nacional en 1916.